# Blepharicera macropyga
Blepharicera macropyga är en tvåvingeart som beskrevs av Peter Zwick 1990. Blepharicera macropyga ingår i släktet Blepharicera och familjen Blephariceridae. Inga underarter finns listade i Catalogue of Life.